# Timber Drop
Timber Drop est un parcours de montagnes russes assises du parc à thèmes Fraispertuis-City situé à Jeanménil en France. Avec une pente de 113,1°, il a détenu le record du monde de chute la plus inclinée du 1er juillet 2011 au 16 juillet 2011 et détient actuellement le record d'Europe.

## Description
Le 8 octobre 2010 lors du salon professionnel de l'Euro Attractions Show à Rome, Fraispertuis-City signe l'achat d'un nouveau parcours de montagnes russes chez S&S Worldwide,. Nommée Timber Drop, l'attraction est inaugurée le 1er juillet 2011 et ouverte au public le lendemain.
L'attraction de type El Loco existe déjà en deux exemplaires. L'un à Indiana Beach aux États-Unis sous le nom Steel Hawg et l'autre à Flamingo Land Theme Park & Zoo en Angleterre sous le nom Mumbo Jumbo. L'un après l'autre, ces deux modèles ont été titulaires du record de chute sur un parcours de montagnes russes le plus raide au monde avec respectivement 111° et 112°. Timber Drop est conçu pour avoir une chute à 113,1°, ce qui lui permet de décrocher le titre lors de son ouverture,,. Cependant, ce record est dépassé quinze jours plus tard, le 16 juillet 2011, avec l'inauguration, à Fuji-Q Highland au Japon, des montagnes russes Takabisha, dont l'inclinaison est de 121°.
Avec un budget total de 4 millions d'euros, Timber Drop représente alors le plus gros investissement du parc depuis sa création. Plus d'un million d'euros est consacré à la décoration et à l'agencement de l'attraction, confiée à la société Atelier Artistique du Béton. 
Le thème de l'attraction est celui des séquoias. Les trains passent ainsi à travers plusieurs souches d'arbres pendant le parcours et divers troncs coupés ornent les alentours de l'attraction.

## Plantation d'arbres
Depuis son ouverture, un compteur a été mis en place sur l'attraction, permettant de comptabiliser le nombre de passagers de Timber Drop. Le parc, en partenariat avec l'association "Des arbres pour la vie" a décidé de sensibiliser les visiteurs au thème de la déforestation. Fraispertuis City s'est engagé à reverser une somme permettant de replanter et entretenir, sur ses premières années de vie, un arbre tous les 500 passagers. En 2011, le parc a ainsi comptabilisé 146 500 passagers, ce qui lui a permis de faire replanter 293 arbres au Bénin. Renouvelée chaque année, l'opération a permis la plantation de 440 arbres en 2023.

## Parcours
Tout de suite après la sortie de la gare, le wagon tourne sur la droite et traverse une souche de séquoia avant de grimper à 30 mètres de hauteur. Une fois en haut, le wagon effectue un petit passage en S sur la droite, tourne immédiatement sur la gauche et entame une chute inclinée à 113,1° à l'intérieur d'un tronc.
Le wagon remonte aussitôt, tourne sur la gauche et traverse le premier frein de parcours. Suivent deux virages sur la gauche, le premier étant relevé vers l'extérieur et le second vers l'intérieur, enchainés d'un looping plongeant.
Le wagon remonte et passe le deuxième frein de parcours. Il tourne à droite pour aborder aussitôt une heartline roll légèrement descendante. Le wagon passe de nouveau au travers du tronc préalablement traversé, passe un virage en épingle relevé sur la droite puis arrive sur les freins de fin de parcours.